# Donzenac
Donzenac (okzitanisch Donzenac) ist eine französische Gemeinde im Département Corrèze am westlichen Rand des Zentralmassivs. Die Gemeinde ist Mitglied des Gemeindeverbandes Bassin de Brive. Die Einwohner nennen sich Donzenacois(es).

## Geografie

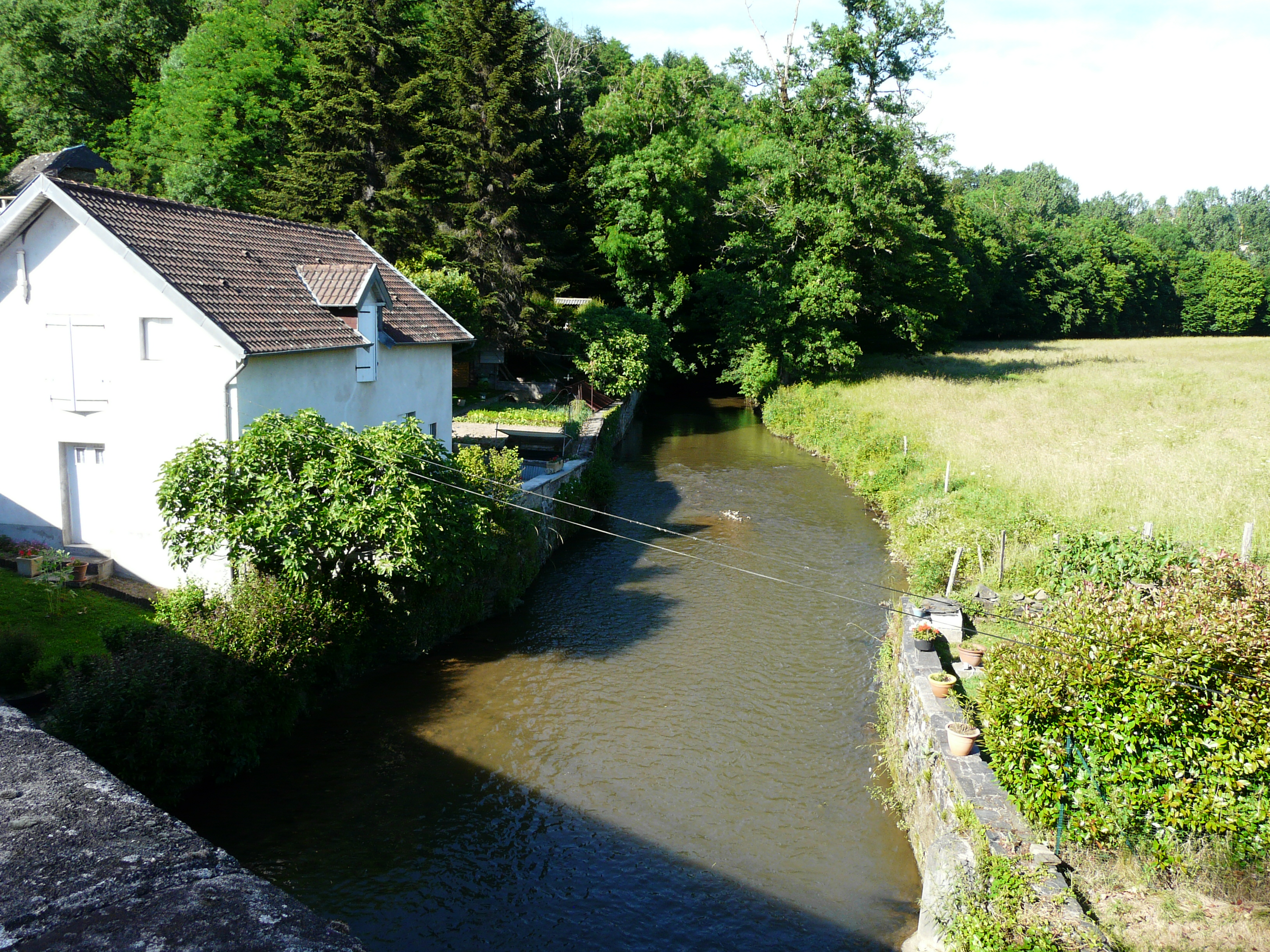
Der Fluss Maumont bei Donzenac

Tulle, Sitz der Präfektur des Départements, liegt rund 25 Kilometer leicht nordöstlich, Brive-la-Gaillarde etwa elf Kilometer südlich und Uzerche rund 24 Kilometer nördlich. Im Bassin von Brive gelegen, wird die Gemeinde und ihr gesamtes Gebiet vom Fluss Maumont, einem rechten Zufluss zur Corrèze, durchflossen.

### Nachbargemeinden
Nachbargemeinden von Donzenac sind Sadroc im Norden, Sainte-Féréole im Osten, Ussac im Süden, Saint-Viance im Südwesten und Allassac im Westen.

### Verkehr
Die Anschlussstelle 48 zur Autoroute A20 liegt etwa eineinhalb Kilometer westlich.

## Geschichte
Funde aus dem Moustérien und der Jungsteinzeit belegen eine lange Besiedlungsgeschichte des Gebietes. Der Name kommt etymologisch aus dem gallisch-römischen Sprachraum, belegt durch das Suffix -acum, im Okzitanischen wurde daraus ac und bezeichnet einen Ort oder Hof beziehungsweise ein Gut. Erstmals urkundlich erwähnt wurde der Ort im Jahre 783 in der Archiven von Charroux. 924 gehörte der Ort zum Vikariat von Uzerche. Ab etwa dem Jahr 1000 war Donzenac ein Lehen der Bischöfe von Limoges, wobei der Bischof seine Macht den lokalen Herren überließ. Die Mitglieder der vorherrschenden Familie de Malemort wurden zu Baronen von Donzenac erhoben und zwischen 1275 und 1294 war Gilbert de Malemort Bischof von Limoges. Die Familie de Malemort war durch Heirat den mit den Familien der Vicomtes von Turenne und Comborn, später auch mit der Familie de Ventadour, verbunden. Zu Beginn des Hundertjährigen Krieges um 1350 wurde der Ort von den Engländern geplündert und zerstört. Papst Innozenz VI. intervenierte 1351 und beanspruchte Donzenac für den König von Frankreich, denn sein Neffe Kardinal Pierre de Monteruc gehörte zu einer Familie, die ursprünglich aus dieser Gegend kam. 1354 erhielt Géraud de Ventadour die königliche Gunst, Donzenac wieder aufzubauen. Achtzehn Jahre später im Jahre 1372 erhielten die Grafen von Ventadour durch Karl V. die Herrschaft über Donzenac. Schon 1389 verkauften diese Donzenac an Jean de Berry. Anschließend wechselte die Herrschaftsfamilien mehrfach, um dann 1572 von der Familie Ventadour zurückgekauft zu werden. Durch Heirat fiel 1694 Donzenac an die Familie de Rohan, in deren Besitz blieb der Ort bis zur Französischen Revolution.

### Wappen
Beschreibung: Das Wappen zeigt auf Gold eine zu ihrem grünen Nest fliegende Grasmücke mit einem grünen Zweig im Schnabel, im Schildhaupt auf Blau drei goldene Lilien.

## Bevölkerungsentwicklung
| Jahr      | 1962 | 1968 | 1975 | 1982 | 1990 | 1999 | 2006 | 2018 |
| Einwohner | 2059 | 1884 | 1795 | 1908 | 2050 | 2147 | 2359 | 2664 |

### Partnergemeinden
- Wolframs-Eschenbach, Landkreis Ansbach, Deutschland
- Riche, Département Moselle, Frankreich

## Sehenswürdigkeiten
- Marktplatz, öffentlicher Platz aus dem 17. Jahrhundert, seit dem 30. August 1967 als Monument historique klassifiziert.[1]
- Stadthaus in der Rue du Puy-Soubre, Profanbau aus dem 13. Jahrhundert, seit dem 28. August 1933 als Monument historique klassifiziert.[2]
- Portal des Puy-Soubre, Teil eines Profanbaues aus dem 13. und 15. Jahrhundert, seit dem 28. August 1933 als Monument historique klassifiziert.[3]
- Kirche Saint-Martin, Sakralbau aus dem 14. und 15. Jahrhundert, seit dem 28. Mai 1932 als Monument historique klassifiziert.[4]
- Kapelle der Büßer (Chapelle des Pénitents), Sakralbau aus dem 15., 16. und 17. Jahrhundert, seit dem 30. August 1967 als Monument historique klassifiziert.[5]

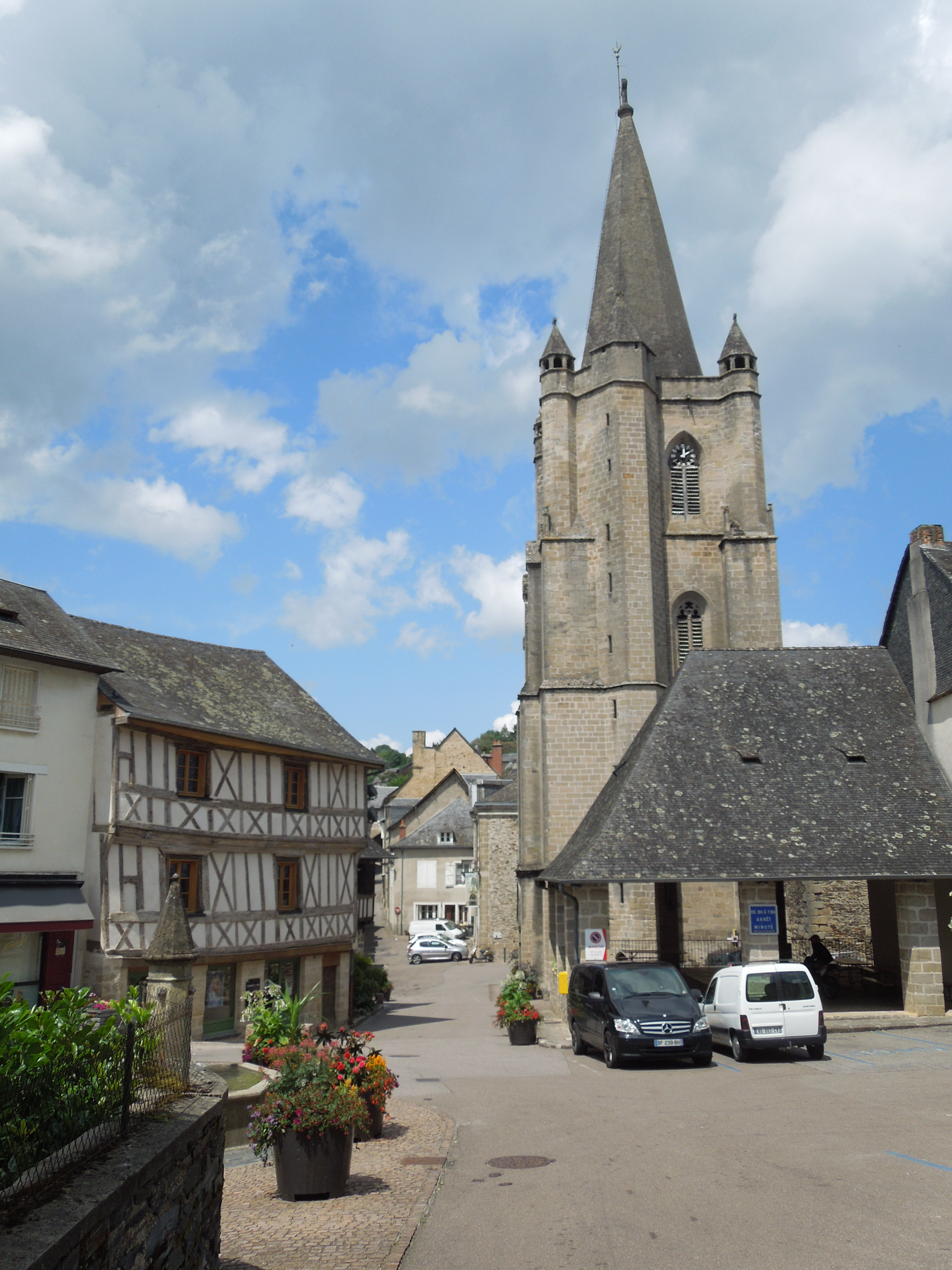
Kirche Saint-Martin
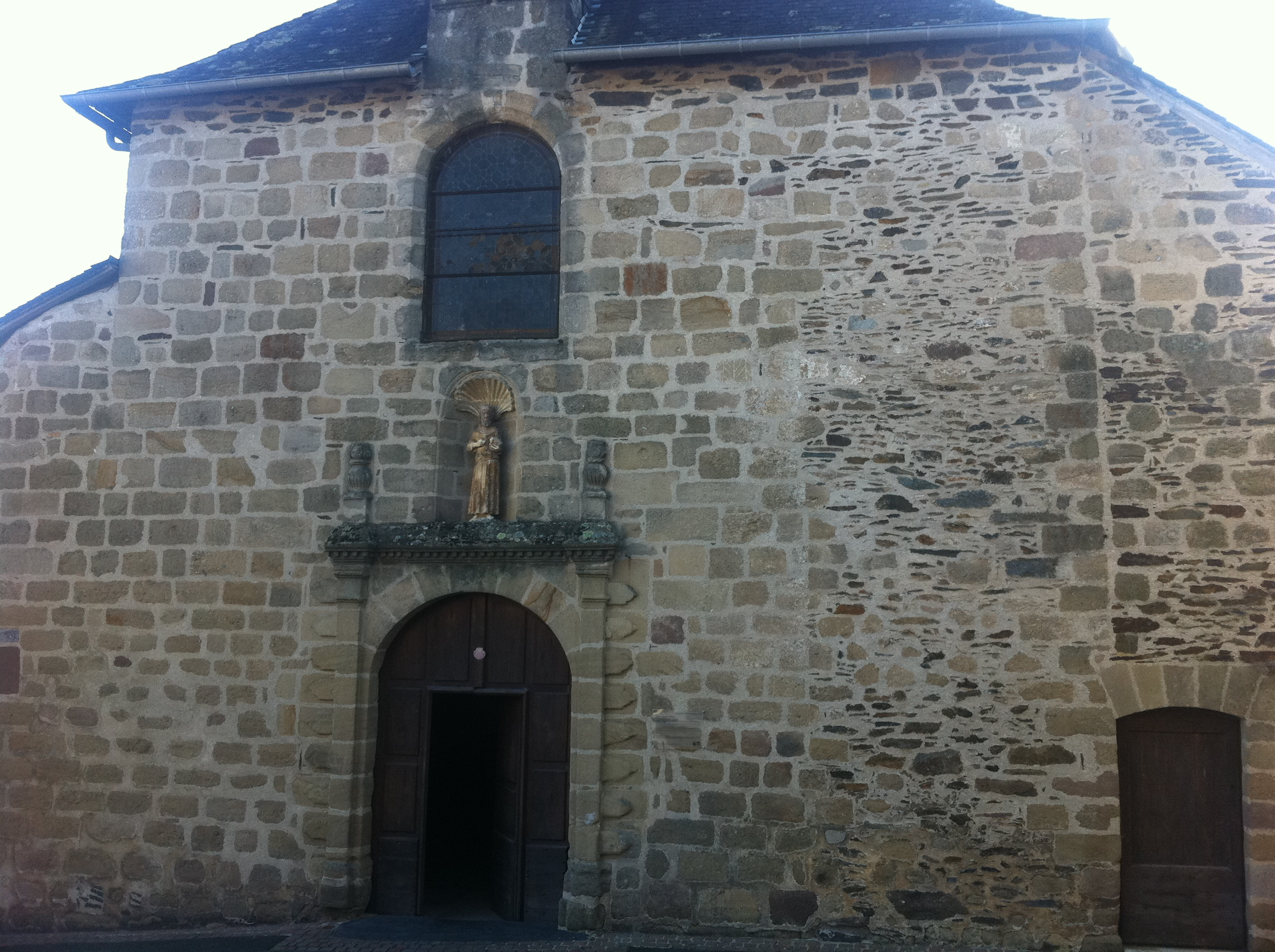
Büßer-Kapelle
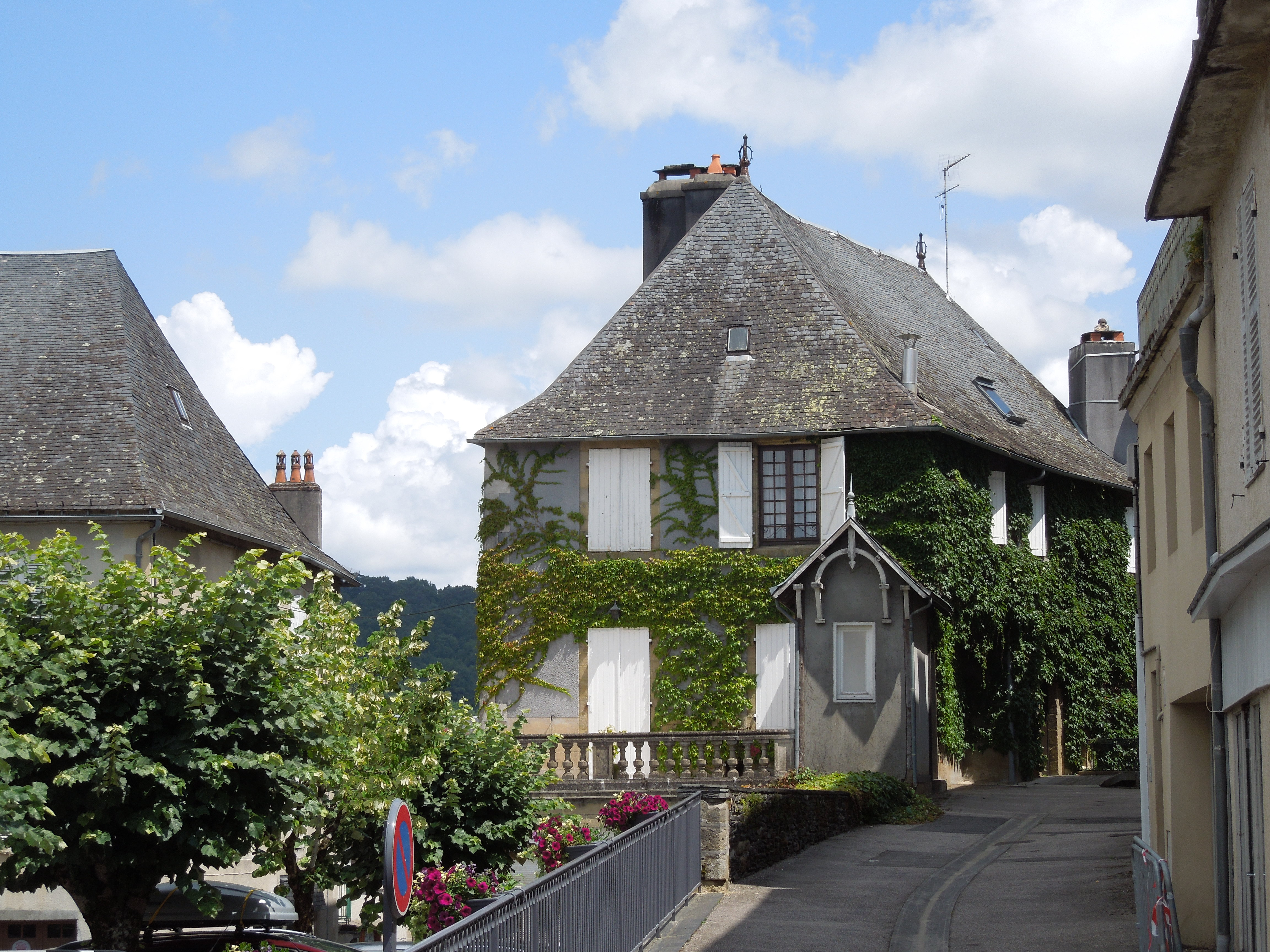
Hotel in Donzenac
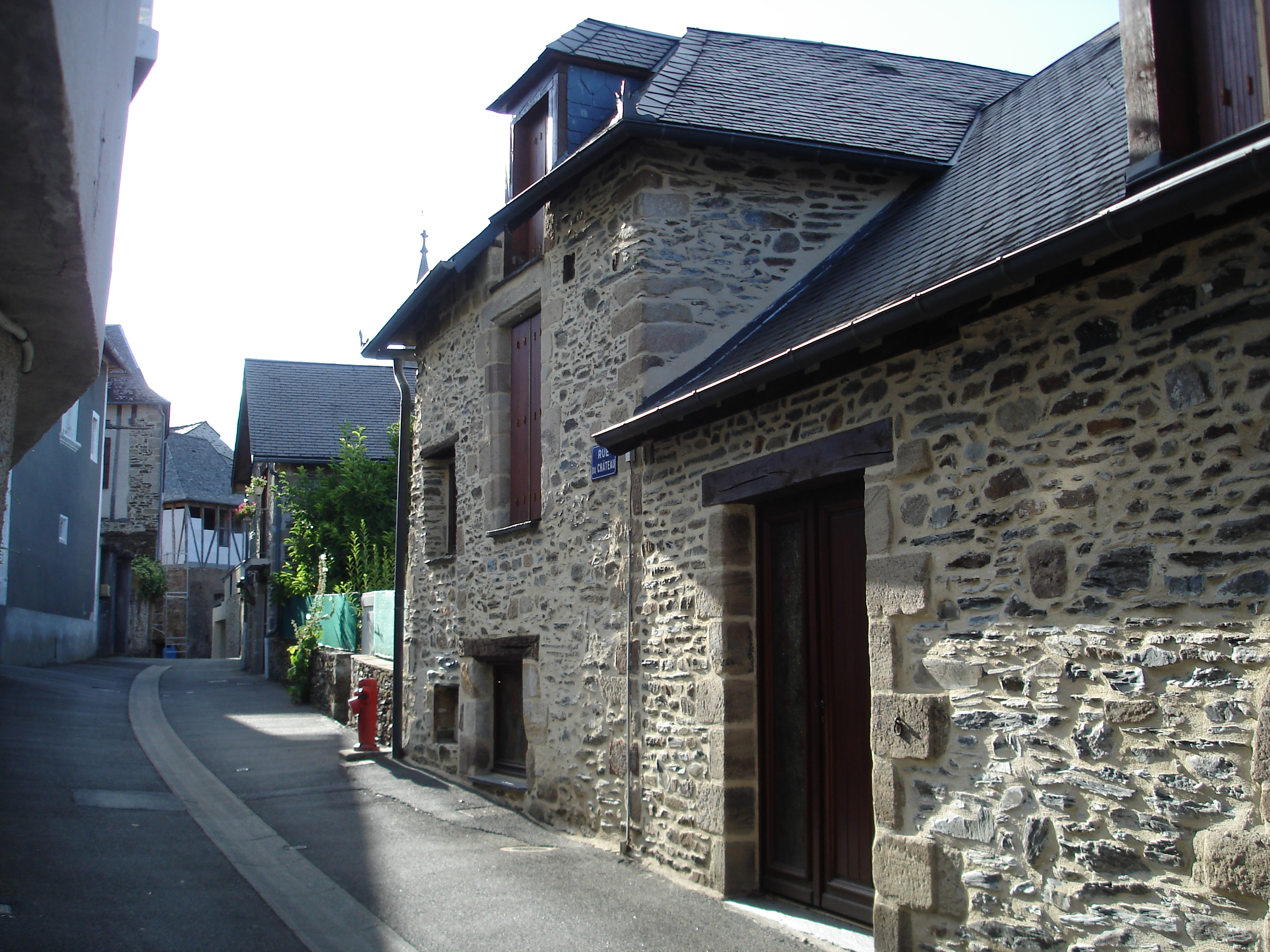
Gasse in Donzenac

## Persönlichkeiten
- Antoine-Sébastien Lavialle de Masmorel (1781–1852), französischer Politiker